# サン・ジャシント (ミサイル巡洋艦)
サン・ジャシント(USS San Jacinto, CG-56)は、アメリカ海軍のミサイル巡洋艦。タイコンデロガ級ミサイル巡洋艦の10番艦。艦名はテキサス独立戦争におけるサンジャシントの戦いに因む。その名を持つ艦としては3隻目。
サン・ジャシントはオペレーション・デザート・ストームに参加し、2発のBGM-109 トマホーク巡航ミサイルを発射した。

## 事故
2012年10月、アメリカ東部沿岸で行われていた演習中に、原子力潜水艦モントピーリアと接触する事故を起こした。